# Iglesia de San Francisco (Curimón)

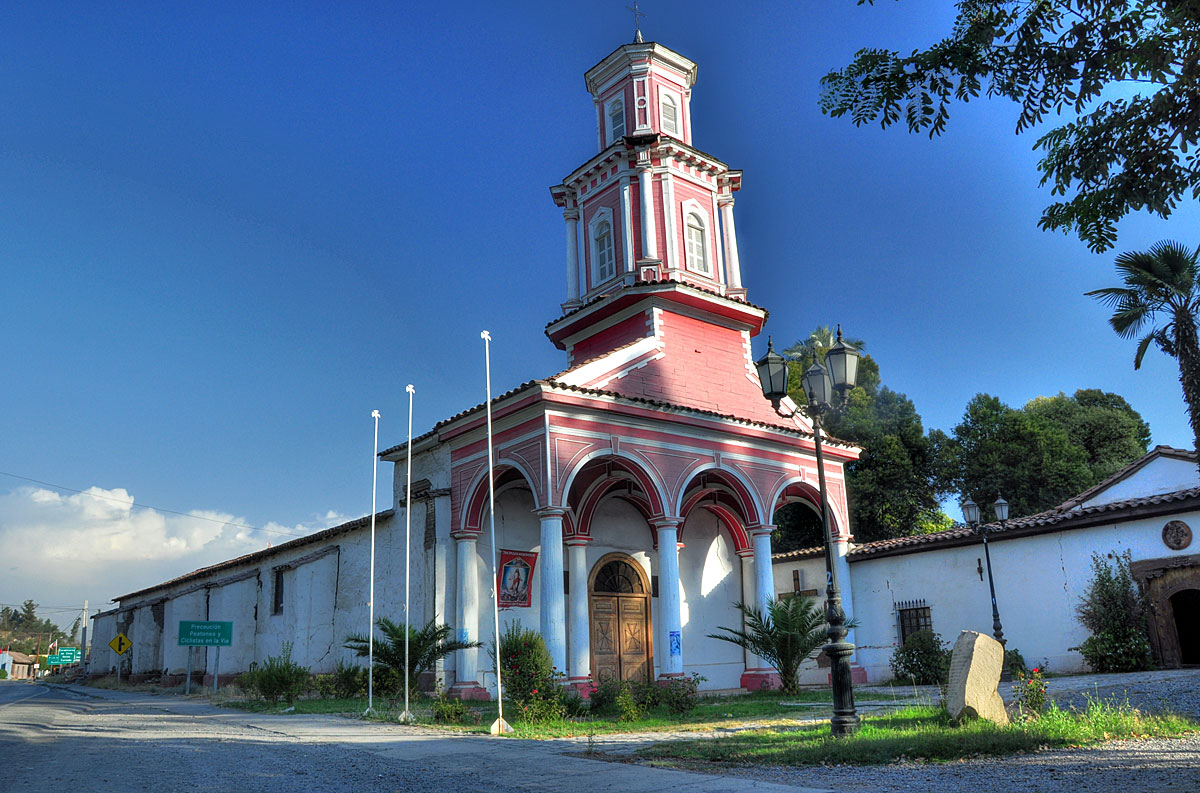
Vista de la iglesia desde la calle Condell

El convento y la iglesia de San Francisco de Curimón se ubican en la localidad de Curimón, perteneciente a la comuna de San Felipe en la región de Valparaíso. Se construyeron en el siglo XVIII y se restauraron en el 2012. La capilla fue declarada Monumento Nacional de Chile, en la categoría de Monumento Histórico, mediante el Decreto Supremo Nº 1749 del 26 de julio de 1971.

## Historia
Los franciscanos llegaron a Chile a fines del siglo XVII con el motivo de evangelizar a los indígenas de la zona. La construcción de su convento comenzó en 1713 y terminó casi seis años después. El convento se levantó bajo la advocación de Santa Rosa de Viterbo. En ese entonces Curimón era un pequeño tambo —parte de la red vial incaica— y lugar de paso de sacerdotes hacia Mendoza. En 1724 se agregó un segundo claustro, tres años antes de su inauguración. El terremoto de 1730 derrumbó al convento en su totalidad, por lo que fue reconstruido en 1733. A partir de ese momento la construcción fue objeto de varias reparaciones, ampliaciones y modificaciones a lo largo del tiempo.
La iglesia fue erigida como Parroquia de San Felipe en 1927. En 1928, un incendio destruyó el valioso archivo histórico y parte de la biblioteca del monumento. El convento resistió los efectos de los sismos de  1751 y 1822. Sin embargo, el terremoto de 1965 derrumbó la mayor parte de la iglesia y causó gran deterioro en la infraestructura de la construcción. Fue restaurado gracias a la aporte filantrópico de Paul Frings y su esposa Elizabeth Wichs. A partir de ese momento el convento de convierte en un museo histórico colonial, cuya inauguración se realizó en 1968. El museo alberga invaluables documentos histórico-religiosos de la época. El monumento resultó gravemente afectado por el terremoto del 2010, por lo que en el 2012 fue restaurado con fondos del Gobierno Regional de Valparaíso.
En los alrededores del convento se llevaron a cabo varios hechos relevantes en la historia de Chile. El 4 de agosto de 1740, José Antonio Manso de Velasco firmó el acta de fundación de la ciudad de San Felipe. Además, en 1817, sus claustros alojaron al ejército de los Andes poco antes de su enfrentamiento con las tropas realistas en la batalla de Chacabuco.

## Descripción
La iglesia es una construcción colonial de sola nave, con una superficie de 48 metros de largo y 8,6 de ancho. Los muros son de adobe y tienen entre 1 y 1,2 metros de espesor. Posee un pórtico de madera de roble, en el cual cuatro columnas sostienen tres arcos de medio punto. Sobre el pórtico de eleva una torre de dos cuerpos. Ambos elementos se construyeron a fines del siglo XIX. La techumbre está hecha de tejas al estilo español, armadas mediante la técnica de par y nudillo. Los claustros están dispuestos a los costados de la iglesia, y al igual que ella, poseen muros de adobe de 0,6 metros de espesor.